# Gleditsia caspica
Gleditsia caspica
Espèce
Classification phylogénétique
Gleditsia caspica, le févier de la Caspienne, est une espèce de plantes à fleurs du genre Gleditsia et de la famille des Fabaceae. C'est un arbre originaire du pourtour de la mer Caspienne. L'espèce est particulièrement proche de Gleditsia japonica et de Gleditsia delavayi.

## Localisation
Il est originaire du pourtour de la mer Caspienne : Iran, Azerbaïdjan.